# تايلور هاردويك
تايلور هاردويك (بالإنجليزية: Taylor Hardwick)‏ هو مهندس معماري أمريكي، ولد في 15 يوليو 1925 في فيلادلفيا في الولايات المتحدة، وتوفي في 27 سبتمبر 2014 في بونته فيردا بيتش ‏ في الولايات المتحدة بسبب سرطان.